# Punta Tønsberg
La punta Tönsberg (54°10′S 36°45′O / -54.167, -36.750) es una punta interior de la bahía Stromness que separa a las bahías donde se asentaron las estaciones balleneras de puerto Stromness y de puerto Husvik, en la costa nordeste de la isla San Pedro, del archipiélago de las Georgias del Sur.
Esta punta tiene unos 3,7 km de longitud y avanza hacia el fondo de la bahía como una aguda lengua. Además, se encuentra al sur de la isla Pasto y al norte de la bahía Elefante.